# Austla
Austla est un village d'Estonie situé dans la Commune de Saaremaa (jusqu'en 2017 Commune de Lääne-Saare) du comté de Saare.